# The Reader
The Reader er en amerikansk dramafilm fra 2008 instrueret af Stephen Daldry efter manuskript af David Hare baseret på Bernhard Schlinks roman Der Vorleser. Filmen blev produceret af Sydney Pollack og Anthony Minghella, der begge døde med et par måneders mellemrum under produktionen.

## Medvirkende
- Kate Winslet
- David Kross
- Ralph Fiennes
- Alexandra Maria Lara
- Bruno Ganz
- Lena Olin

## Priser og nomineringer
The Reader blev nomineret til hele fem Academy Awards i 2008, bl.a. for bedste film, instruktør og bedste filmatisering, og Kate Winslet vandt en Oscar for bedste kvindelige hovedrolle.